# Postgeschichte des Königreichs Westphalen
Das Postwesen im Königreich Westphalen hatte maßgeblichen Einfluss auf die deutsche Postgeschichte.

## Historischer Kontext

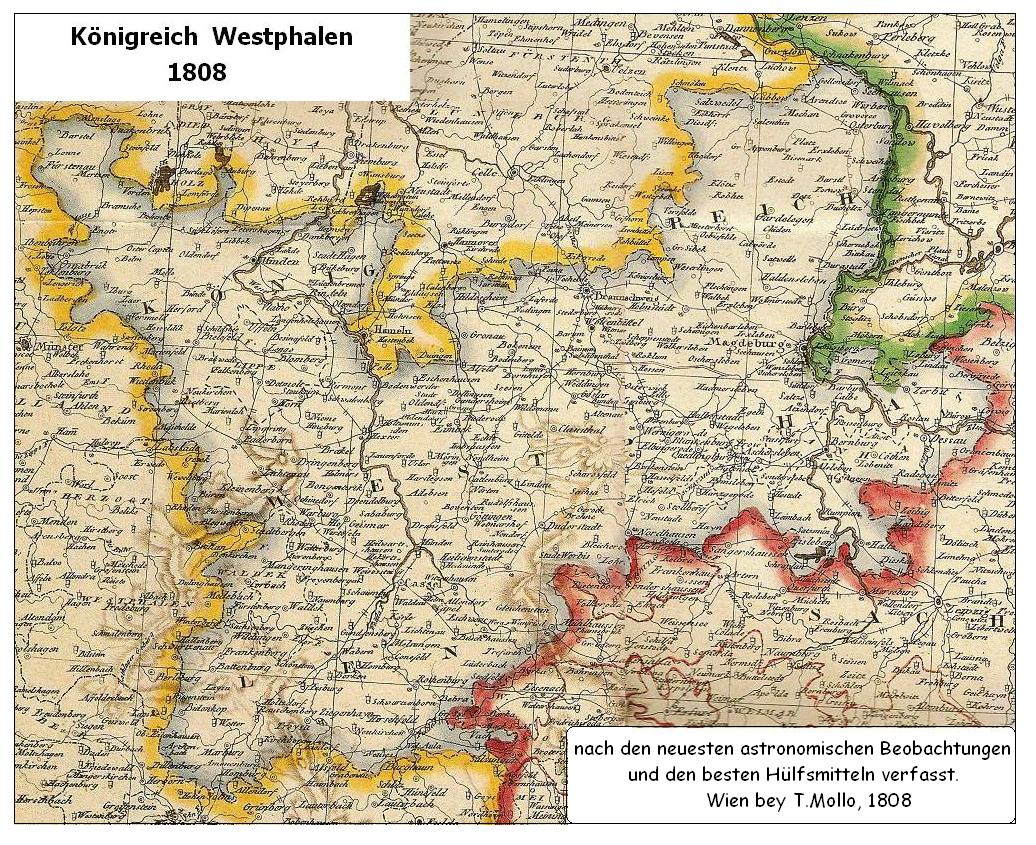
Karte des Königreichs (1808)

In der Schlacht von Jena und Auerstedt am 14. Oktober 1806 wurde Preußen vernichtend geschlagen. Durch den Frieden von Tilsit am 9. Juli 1807 verlor Preußen daraufhin das Kurfürstentum Hannover wieder. (Napoleon hatte das Kurfürstentum Hannover Ende Mai 1803 besetzen lassen und am 12. Dezember 1805 im Vertrag von Schönbrunn gegen das preußische Kleve, Neuenburg (Neuchâtel) und Ansbach-Bayreuth eingetauscht. Ein rechtsgültiger Vertrag über den Tausch wurde nie abgeschlossen.) Napoleon hatte nicht nur Hannover und den größten Teil Preußens besetzt, sondern auch das Herzogtum Braunschweig und Kurhessen, beides Staaten, die sich geweigert hatten, dem Rheinbund beizutreten. Aus Teilen dieser besetzten Gebiete bildete Napoleon das Königreich Westphalen. Er machte seinen Bruder Jérôme zum König und rief das Königreich am 7. Dezember 1807 aus.

## Das Postwesen
Die kurze Zeit des Bestehens des Königreichs Westphalen war für die Entwicklung der Post in Deutschland von großer Bedeutung. Napoleon holte Fachleute in seine besetzten Gebiete, um seine Vorstellungen eines modernen Postwesens zu verwirklichen. In Deutschland hatte sich die Post, anders als in Frankreich, nicht als einheitliches Ganzes entwickeln können. Die Interessen der deutschen Landesherren, der Könige, Herzöge und Kurfürsten, die auf ihre Posthoheit pochten, hatten dazu geführt, dass die von den Thurn und Taxis betriebene Kaiserliche Reichspost am Ende des 18. Jahrhunderts die Kontrolle über viele Gebiete verlor. Am Vorabend der Französischen Revolution deckte die Kaiserliche Reichspost ein Gebiet von 220000 km² ab, in dem 11,3 Millionen Menschen lebten. Gleichzeitig bestanden aber weitere 12 landesfürstliche Postinstitutionen im Reich, deren Gebiete zusammengenommen 450000 km² mit 16,7 Millionen Seelen umfassten. Dabei konkurrierten die verschiedenen Postanstalten selbst befreundeter Fürsten miteinander um Kontrolle des Postverkehrs. Zum Beispiel hatte wenige Jahre vor der Schlacht bei Jena und Auerstedt die preußische Post den über Magdeburg führenden Postkurs von Leipzig nach Hamburg von Stendal und Osterburg direkt nach Salzwedel über die Dörfer Detzerwarthe und Späningen umgeleitet, um den Weg um 24 Stunden zu verkürzen. Damit hoffte Preußen die Leipziger Kaufleute zu veranlassen, eher die preußische als die Braunschweiger Post in ihrem umfangreichen Briefverkehr mit Hamburg zu benutzen.
Postalisch blieb bis zur Neuorganisation erst einmal alles beim Alten. Die General-Post-Direktion in Hannover, wie die Post-Direktion in Braunschweig arbeiteten ebenso weiter wie die Oberpost-Direktion in Kassel. Von Hannover aus wurden auch die nicht zum Königreich Westphalen gehörenden Gebiete der alten Landesteile weiter verwaltet.
In der Organisationsphase versuchten die oft aus der Schicht des grundbesitzenden Adels stammenden Präfekten und Unterpräfekten Einfluss auf die Festlegung der Postkurse zu nehmen. Beispielsweise versuchte der Unterpräfekt von Stendal, der Graf von der Schulenburg zu Bodendorf eine Postverbindung dicht an seinem Gut Bodendorf vorbeiführen zu lassen. Eine derartige Einflussnahme war auch schon vorher zu preußischer Zeit üblich gewesen. So beschuldigten zum Beispiel die Rogätzer den ehemaligen preußischen Minister und vormaligen Magdeburger Kammerpräsidenten, von der Schulenburg zu Kehnert den neuen Postkurs von Magdeburg nach Havelberg über Tangermünde durch einen Umweg über den Ort Kehnert an der Elbe aus persönlichem Interesse absichtlich verlängert zu haben. Die Einflussnahme lokaler Amtsträger auf die Postorganisation des Königreichs Westphalen scheint aber relativ gering gewesen zu sein. Die Neuordnung des Postwesens und die damit verbundene Kontrolle wesentlicher Informationsflüsse veranlassten offenbar den König Jérôme, den Aufbau der Postverwaltung Franzosen zu überlassen. Die westphälische Post unterstand dem Finanzministerium. In der Organisationsphase des Königreichs war der ehemalige Präfekt des Departements Seine Inférieure Beugnot provisorischer Finanzminister. Nach seinem Abgang in das Großherzogtum Berg wurde der ehemalige Präsident der Magdeburger Kriegs- und Domänenkammer, von Bülow, Finanzminister, der Hardenberg nahestand. Ihm unterstand die Generaldirektion der Post, der etwas mehr als 20 Personen angehörten. Die vergleichbaren Behörden im Kaiserreich Frankreich und im Königreich Preußen beschäftigten 400 bzw. 110 Personen. Zum Generaldirektor wurde der Franzose Alexis Jean François Pothau, zum Generalsekretär Jean Pierre Alliey ernannt, der sich besonders darum bemühte wichtige Stellen mit Franzosen zu besetzen. Von den 21 im März 1808 angestellten Mitgliedern der Generaldirektion waren 14, also zwei Drittel, Franzosen. Obwohl die mit Jérôme ins Land gekommenen Franzosen auch in anderen Bereichen in den höheren Verwaltungsrängen überrepräsentiert waren, war keine andere Generaldirektion so stark unter ihrer Kontrolle. Insgesamt war ihr Anteil im Postdienst wie in der gesamten westphälischen Verwaltung gering. Laut dem Postregister wurden während der Existenz des Königreichs 797 Personen angestellt, von denen 47 (also knapp 6 %) französischer Herkunft waren. Nicht alle waren bei der Gründung des Königreichs ins Land gekommen, manche waren Nachfahren von Hugenotten oder zur Zeit Friedrichs II. eingewandert. Der Franzosen scheint aber der Aufstieg leichter gewesen zu sein. 139 Personen hatten mehr als einen Posten inne, also nur 17 %, von den Franzosen besetzten aber mehr als die Hälfte mehr als einen Posten.
Aus den zusammengewürfelten Landesteilen eine geschlossene Einheit mit einer einheitlichen Postorganisation zu bilden, war keine leichte Aufgabe. Das französische Postrecht konnte nicht ohne weiteres eingeführt werden. In Frankreich war das Fahrpostwesen (Paket- und Personenpost) privater Initiative überlassen, während es in Deutschland Sache der staatlichen Post war.
In das Gebiet der westphälischen Postverwaltung waren eingebunden: Anhalt-Dessau mit Dessau, Gröbzig, Radegast, Sandersleben und Zerbst; Anhalt-Cöthen mit Cöthen, Güsten und Roslau; Anhalt-Bernburg mit Ballenstedt, Bernburg, Coswig, Harzgerode und Hoym: Lippe-Detmold mit Alverdissen, Bösingfeld, Detmold, Lemgo und Salzuflen; Schaumburg-Lippe mit Bückeburg, Hagenburg und Stadthagen; das Fürstentum Waldeck mit Arolsen, Corbach und Pyrmont; das Herzogtum Lauenburg mit Büchen, Hamfeld, Lauenburg, Mölln und Ratzeburg; Mecklenburg-Schwerin mit Boizenburg und Lübten; Sachsen-Meiningen mit Meiningen und Salzungen; das Herzogtum Hessen der Orte Stadtberge; sowie Postanstalten in den freien Städten Bremen, Hamburg, Hamburg-Bergedorf und Lübeck.
Hinzu kamen die wichtigen Verbindungen mit dem Ausland. Das Königreich nahm Verhandlungen über den Postaustausch und Transit mit Preußen (Juli 1808), dem Großherzogtum Berg, Sachsen (Dezember 1808), Bayern (September 1808) usw. auf und schloss Postverträge (mit Preußen am 9. April 1809). Von besonderer Wichtigkeit war naturgemäß der Vertrag mit Berg, da die meiste Post nach und aus Frankreich durch das Großherzogtum zu leiten war.
Die Organisation der Posten regelte ein königliches Dekret vom 11. Februar 1808. Die bereits bestehenden Pferdeposten wurden beibehalten. In größeren Orten unterhielt ein vom Finanzminister eingesetzter Direktor ein Briefpostbüro während der Posthalter das Fuhrwesen besorgte. In kleinen Orten wurde die Brief- und Pferdepost von einem Postmeister betrieben welcher, ebenfalls vom Finanzminister, in sein Amt berufen wurde. An Orten ohne Postanschluss war mit einem geeigneten Ortsbewohner ein Kontrakt auf der Grundlage des Postreglements abgeschlossen worden.
Die Portofreiheit war zum Schaden der Postkasse sehr großzügig geregelt. Die Portofreiheit erstreckte sich ausschließlich auf Briefe und Briefpakete im Inlandsverkehr. Bei Sendungen ins Ausland war das fremde Porto zu zahlen.
Ein Dekret vom 31. Oktober 1808 brachte den ersten einheitlichen Tarif, er trat am 1. Januar 1809 in Kraft trat. Länger als ein Jahr hatten die Postbüros unter der Bezeichnung „Königlich Westphälische Postbureaus“ nach den alten Postgesetzen weiter gearbeitet.
Die neuen Tarife waren so hoch, dass spöttisch bemerkt wurde, darin könne die Post allerdings in Deutschland nicht übertroffen werden. Die schlecht unterhaltene Verwaltung, die große Zahl der Beamten und die enorme Höhe der Gebühren verhinderten einen Gewinn aus der Post. Die Verluste an Postsachen veranlasste die Verwaltung, jeder Post eine militärische Eskorte beizugeben.
Die wichtigsten Vorschriften seien hier kurz angeführt: Alle Briefe waren vom 1. Januar 1809 an in Franken und Centimen zu berechnen. Das Porto der Briefe und Brief-Pakete in den Tarifen war nach den kürzesten Entfernungen und ihrer Schwere nach angezeigt. Die Entfernungen waren nach den Postkarten von Büro zu Büro auszumessen, so wie die Couriere solchen zu passieren hatten.

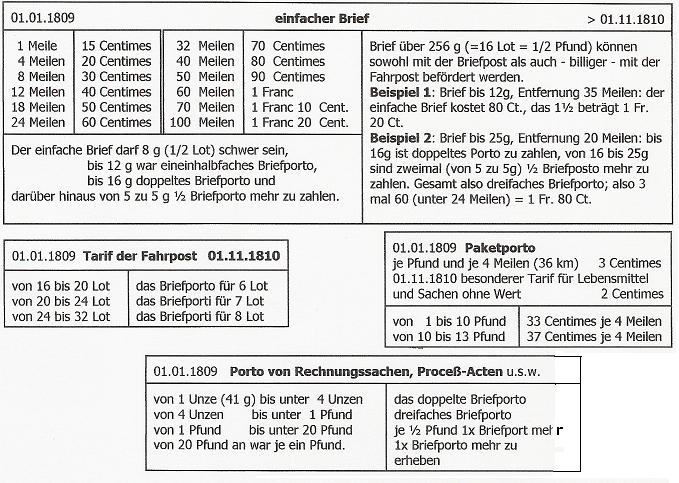
Tarif vom 1. Januar 1809

## Poststempel

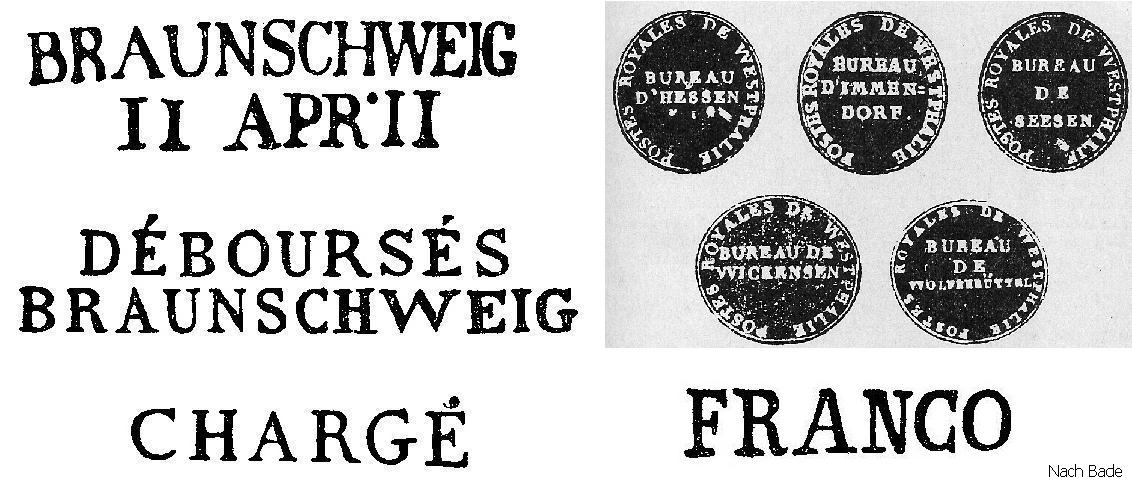
Stempelformen und Siegel der Westphälischen Post

Im General-Circular (44) vom 23. September 1808, der Kgl. Westphälischen Post wird die Einführung von Stempeln verkündet. Die Postanstalten werden nach und nach vier Stempel und Siegel erhalten.. Das Siegel, der ordinäre und Franco-Stempel bedürfen keiner Erklärung... Die Taxe der frankierten Briefe wird jederzeit auf der Rückseite bemerkt,... Der Stempel „Charge“ wird auf die beschwerten oder rekommandierten Briefe zur Seite der Aufschrift aufgesetzt, die Taxe auf der Rückseite bemerkt und zur Seite des Stempels Charge der Franco-Stempel beigedruckt. ... Der Stempel „Déboursé“ (Auslagen) wird auf der Rückseite dieser an ein anderes Bureau geschickte Briefe oder Pakete gedruckt; dieselbe Verfahrensart findet auch bei den chagierten (beschwerten Briefen) statt; man bedient sich dieses Stempels, so oft Briefe oder Pakete zurückgeschickt werden.
Viele Postämter erhielten damit erstmals Poststempel. Eine der vielen positiven Änderungen, die der französische Einfluss auf die Post in Deutschland brachte.
Die Anweisung, über die Verwendung von Stempeln, war offensichtlich nicht präzise genug, schon wenige Tage später, am 24. Oktober 1808 erläutert das General-Circular (45) das Verfahren. Oft wird unterlassen die Stempel auf die Briefe zu drücken. Wird der Stempel „Franco“ über den Namen des Bureaus gestochen. Es zeigt solches an, dass der Brief aus dem Bureau bis an den Bestimmungsort frankiert worden ist, sei es nach Örtern im Königreich oder überhaupt nach solchen Örtern, deren Taxen bekannt sind, und bis dahin man frankieren kann; allein da dies bei den deutschen Postämtern zu Irrtümern verleiten könnte, so sind diese Frankostempel sofort der General-Direktion zurückzuschicken, und ist das Franco von der Hand auf die Briefe zu schreiben”. Stempel „Déboursés“ Wird ein durchgehender Brief genannt. Wenn ein solcher Brief mit keinem Porto belegt ist, so muss der Direktor dieses zweiten Bureaus den Stempel „Déboursés“ nicht darauf drücken, weil er für diesen Brief kein Porto zu berechnen hat. Portofreiheit eines Departements oder eines Distrikts darf auch in dem Falle nicht mit Porto belegt werden, wenn derselbe, durch einen Teil eines anderen Departements oder Distrikt gehen muss. Man muss einzig und allein auf den Ort des Abgangs und auf den Bestimmungsort des Briefes Rücksicht nehmen.
Am 12. November 1808 heißt es zum Déboursés: Die frankierten oder beschwerten Briefe, welche ihrer Bestimmung gemäß von einem Post-Direktor weiter übersendet werden müssen, sollen rückwärts den Déboursés-Stempel tragen, gleich den übrigen ordinären Briefen, welche dies erfordern. Franco-Stempel: So wie die Post-Direktoren ihren Franco-Stempel zurückerhalten, werden dieselben dafür sorgen, solchen nicht neben dem ordinären Stempel, sondern auf ein anderes Ende des Briefes aufzudrücken. Sie werden fortfahren, schriftlich anzuzeigen, bis wieweit ein solcher Brief frankiert sei.
Kleine Postanstalten habe nicht alle Stempel erhalten. So schreibt man am 16. Dezember 1808 über die Auslage- und Rekommandation-Stempel: Expediteurs, welche die im Circular No. 44 erwähnten Stempel nicht erhalten, müssen das Wort Auslage (Déboursé) auf der Rückseite, und das Wort empfohlen (chargés) auf die Ecke des Briefes leserlich schreiben. Am 18. Dezember gleichen Jahres wird bemängelt, dass die Auswechselungsämter es häufig unterlassen ihren Bürostempel auf die Adresse zu setzen und so verhindern das westphälische Porto bis und ab der Grenze berechnen zu können. Über die Frankostempel heißt es: Ein Frankobrief muss zwei, ein rekommandierter drei Stempel haben. Der Frankobrief den Orts- und den Frankostempel, der Einschreibbrief zusätzlich den „Charge“-Stempel. Gleichzeitig werden die Begriffe Déboursé und déboursés neu gefasst: Vorschußbriefe sind solche Briefe, welche nur allein mit ausländischem Porto belegt sind. Auslagenbriefe (déboursés) sind solche, mit unrichtiger Taxierung oder weil sie eine irrige Bestimmung hatten. An andere Stelle das der Stempel ́franko westphälische Grenzé nicht nur für die Frankierung bestimmt, sondern ... für Gegenstände, welche ins Ausland gehen und wofür das Franko nur bis an unsere Grenze bezahlt ist abzuschlagen sind.
Am 1. Januar 1809 erfahren wir, das auch auf die bei der Päckerei befindlichen sogenannten Avisbriefe (Paketadressen) nach den Umständen der gewöhnliche Orts-, Franko- oder Rekommandation-Stempel gesetzt werden muß.

## Postdienst
Als Entfernung war der kürzeste Weg zu berechnen. Dabei galt es einen Weg innerhalb des Königreichs zu finden, um die Transitkosten durch ein fremdes Postgebiet zu vermeiden. Alle Briefe und Pakete wurden in einem Journal und aus diesen in Postkarten eingetragen. Auf diesen Postkarten war die Anzahl der Briefe und die entsprechenden Adressen eingetragen und wurden den Bestimmungspostanstalten zur Kontrolle mit zugesandt.
Um eine größere Sicherheit zu erhalten, konnten Briefe recommandiert aufgegeben werden. Diese Einschreibsendungen wurden in Gegenwart des Absenders in die Postkarten eingetragen und ein Postschein darüber ausgestellt. Rekommandierte Briefe kosteten doppeltes Porto. Im Verlustfalle werden 50 Franken ersetzt.
Wertsendungen bis 3.000 Franken waren zur Beförderung mit der fahrenden Briefpost, zugelassen. An Porto entsprach dem doppelten Briefporto nach der Fahrposttaxe, jedoch nicht mehr als 5 % des auf diese Weise zu versendenden Werts.
Für Pakete mit Warenproben, bis maximal ½ Pfund (=256 Grammen = 16 Loth), war ⅓ der Briefgebühr zu zahlen. In keinem Fall durfte das Porto höher als das für einen einfachen Brief mit gleichem Gewicht sein. „Über dieses Gewicht hinaus sollten solche Paquete durch die fahrenden Post versandt werden, und alsdann, den gewöhnlichen, durch den Tarif für Paquete bestimmten Preis bezahlen.“ Dies galt bis zum 1. Oktober 1810.
Für Briefe aus oder in das Königreich Westphalen galt bis oder von der Grenze ab das Inlandporto, sofern nicht Verträge, die mit auswärtigen Postverwaltungen geschlossen oder noch abzuschließen waren, anderes ergeben.
Für den Versand von Büchern, Prozess-Akten, Lebensmitteln und gebrauchten Sachen war ein um ⅓ geringeres Porto zu zahlen. Wurde noch rechtzeitig vor In-Kraft-treten auf Lebensmittel und gebrauchte Sachen beschränkt.
Ein „Königliches Decret vom 22sten December 1808, durch welches das Porto von Rechnungssachen, Proceß-Acten u.s.w. bestimmt wird.“ trat ebenfalls am 1. Januar 1809 in Kraft. Bei Anwendung der Entfernungs-Progression für Briefe war zu zahlen (siehe Tabelle oben).
Nach dem Circular 78, vom 15. September 1809 wurde die Ermäßigung von einem Dritteil, für Bücher und alte Sachen nur bei einem Gewicht über 13 Pfund gewährt. Die Ermäßigung bestand darin, dass man zwei Dritteil statt drei erhebt. Wenige Tage später (8. Dezember 1809) war für Bücher und alte Sachen über 13 Pfund für jedes Pfund 3 Centimen je 4 Meilen zu zahlen.
- z. B. Paket 20 Pfund, Entfernung 30 Meilen: (20 Pfund × 3 Centimes = 60 Centimes) x (30 Meilen / je 4 Meilen = 8) = 8 × 60 = 4 Fr. 80 Ct.

Für den Transport von Wertsendungen mit der Fahrpost waren 14 % oder 25 Centimes je 100 Franken und je 10 Meilen zu zahlen. Für Summen unter 401 Franken war je 10 Meilen pro 12,50 Franken 1 Centimes Porto zu zahlen (maximal also 32 Centimen). Gilt bis zum 1. Oktober 1810.
Bei der Auslieferung von Wertsendungen und Paketen wurde ein Postschein an den Absender gesandt, für diesen Rückschein hatte er 5 Centimen zu zahlen.
Pakete durften nicht schwerer sein als 150 Pfund, Geldfässer nicht über 120 Pfund und Beutel oder Geldkästchen nicht über 50 Pfund.
Eine Fahrt mit den Postwagen wurde auf 1,30 Franken pro Meile und Person festgelegt. 50 Pfund Gepäck konnten kostenlos mitgeführt werden. Zusätzlich hatte jeder Reisende für jede Station dem Postillion 30 Centimes an Trinkgeld und weitere 30 Centimes als Schmiergeld an den Wagenmeister zu zahlen.
Der Postbeamte hatten in jedem Fall die für die Postkasse günstigste Taxe in Anwendung zu bringen. Private Postbeförderung war verboten und wurde hart bestraft.
Im Königreich lief die Post zunehmend schlechter, die Verwaltung arbeitet sehr nachlässig, Briefe wurden trotz der unmissverständlichen Vorschrift geöffnet Die Post war dem ständig steigenden Postaufkommen nicht gewachsen. In schlechten Zeiten ist das Bedürfnis zur Nachrichtenübermittlung bekanntlich besonders groß. Westphälische Untertanen forderten in Zeitungen ihre auswärtigen Briefpartner öffentlich auf, ihnen nicht zu schreiben, da das Porto unerschwinglich sei. Nicht nur die Inland-Taxen gaben Grund zur Klage. Die Postgrenz-, Verbindungs- und Transitverhältnisse waren äußerst kompliziert und erforderten ein gründliches Studium der Vorschriften.
Trotz der fortschrittlichen Postordnung ging es immer langsamer, in den Nachbarländern dagegen immer besser. Die Missbräuche nahmen im Königreich weiter zu, die Einnahmen ab und dies obwohl das Porto, gegenüber den Tarifen in den Nachbarländern, verdoppelt und verdreifacht war. Die Schreiberei bei den Postmeistern war unglaublich umfangreich. Die 256 Postanstalten hatten pro Jahr etwa 40.000 Berichte, Etats usw. zu schreiben. Acht Generalinspektoren und 27 Postkontrolleure waren mit der Überwachung der Postanstalten beschäftigt.
König Jerome annullierte schließlich alle Postverordnungen und gab durch Dekret vom 30. September 1810 dem Postwesen eine neue Organisation. Die Tarife werden gesenkt und sind dennoch immer noch die höchsten in Europa. Ein sichtbarer Erfolg dieser Bemühungen bleibt bis zum Ende der westphälischen Post aus.

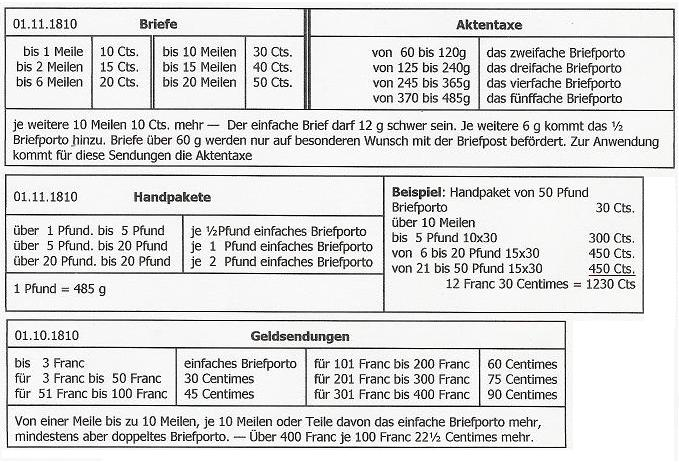
Tarif vom 1. November 1810

Dieses Dekret wurde am 1. November 1810 gültig. Das Reglement und der Tarif der Posten werden ebenso wie die Verwaltung und die Portofreiheit im Königreich einer neuen Regelung unterzogen. Eine General-Direktion unterstand dem Finanzminister, unterstellt waren Kreis-Post-Direktionen, denen eine gewisse Anzahl Postämter, Postexpeditionen und Posthaltereien untergeben waren. Der besondere Wirkungskreis der Kreis-Post-Direktionen wurde am 19. Mai 1811 bereits wieder aufgehoben.
- Rekommandierte Briefe kosteten wie bisher doppeltes Porto.
- Warenproben unter 30 g kosteten das einfache, bis 60 g das eineinhalbfache Briefporto. Sendungen über 60 g unterlagen bei der Beförderung mit der Briefpost dem Briefporto, mit der Fahrpost der niedrigeren Pakettaxe.
- Pakettaxe, je 4 Meilen und 1 Pfund (485 Gramm) 3 Centimes, Für Lebensmittel und Sachen ohne Wert nur 2 Centimes, mindestens aber doppeltes Briefporto.
- Gold oder goldwerte Sachen zahlten bei einem Wert von über 200 Franc 1/4 der Geldtaxe.

Sendungen mit einer Wertangabe wurden entweder nach der Gewichts- oder der Geldtaxe berechnet. Es gilt der für die Postkasse günstigere Tarif. Bei Verlust wurde der angegebene Wert aus der Postkasse erstattet.
- Postscheine für Wertsendungen kosteten 5 Centimes.
- Postvorschuss (Nachnahme) konnte auf Gefahr des Postbeamten genommen werden. 1. Porto wie bei Versendung der Summe durch die Post - zur Postkasse - 2. Procura: unter 20 Franc je Franc 5 Centimes, über 20 Franc je 4 Franc 5 Centimes - für den Beamten -

Allgemeine Vorschriften: Die Taxe soll in Franc und in der laufenden Münzsorte sowie das Gewicht in Gramm und Loth ausgeworfen werden. Geldfässer, Ballen und Pakete über 150 Pfund, ebenfalls Geldbeutel und Geldpakete über 50 Pfund sollen nicht angenommen werden. Der Schein für rekommandierte Briefe war frei. „Poste restante“ angekommene Sendungen werden nach drei Monaten zurückgesandt. Bei Rücksendung unbestellbarer Sendungen wurde nur bei Paketen Rückporto eingefordert.
Ein Dekret vom 18. Mai 1811 befasste sich mit der Feldpost, alle einfachen Briefe an Unteroffiziere und Soldaten unter der Fahne ohne Rücksicht auf die Entfernung mit 25 Centimen frankiert werden sollten, sofern das gewöhnliche Porto nicht geringer ist.
Am 4. Juni 1811 wurde die Garantie der Post für die in Postgesetz vom 30. September 1810 aufgeführten Sendungsarten geregelt. Für Sendungen mit angegebenem Wert haftete die Post in voller Summe. Für verloren gegangene Waren, Akten, Dokumente und andere Gegenstände wurden höchstens 40 Franken ersetzt.